# Re ittiti

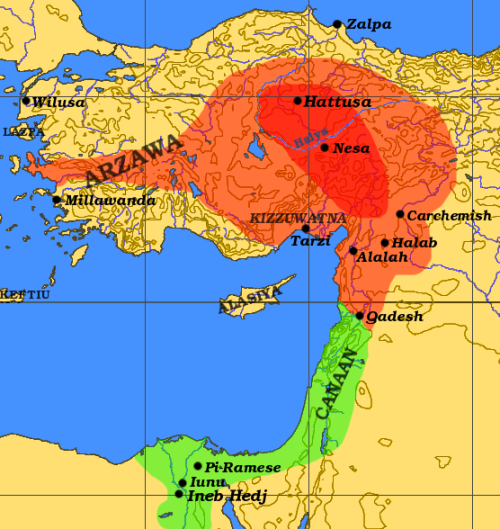
L'Impero ittita (in rosso), all'apice del suo potere nel 1290 a.C., confinante con l'Impero Egizio (in verde)

La datazione e la sequenza dei re ittiti è stata ricostruita sulla base di testimonianze frammentarie, ragion per cui la cronologia è approssimativa e basata sulle cronologie dei paesi vicini. Si sa poco sui regnanti del periodo del regno medio. La sequenza e le date sono basate soprattutto sulla ricostruzione fatta da Bryce. McMahon elenca Hattušili II e Tudhaliya III in ordine inverso. Bryce, tra gli altri, non distingue invece un regno medio. Invece, egli fa terminare l'antico regno con Muwatalli I e fa iniziare quello nuovo con Tudhaliya I/II. Neppure Tudhaliya il Giovane viene generalmente incluso nella lista dei re ittiti: fu assassinato dopo la morte del padre Tudhaliya III dal fratello Šuppiluliuma I, non si ha certezza se abbia brevemente regnato.

## Scavi di Karatepe
Gli scavi archeologici eseguiti nella selva della collina di Karatepe, in Turchia, nel 1947, dagli archeologi Helmuth Theodor Bossert e Halet Cambel, hanno riportato alla luce una piccola fortezza regale appartenuta ad un certo Asitawanda (o Azitawandas) definito uno dei re Etei del periodo IX-VIII sec. a.C.

## Periodo hatti
| Sovrano      | Periodo di regno                  | Eventi principali |
| ------------ | --------------------------------- | --- |
| Pamba        | inizi del XXIII secolo a.C. circa | re di Hatti |
| Pithana      | ca. 1790 - 1775 a.C.              | re di Kuššara, conquistò Neša                                                                                             |
| Piyusti      | nel corso del XVII secolo a.C.    | re di Hatti, sconfitto da Anitta                                                                                          |
| Anitta       | ca. 1775 - 1740 a.C.              | re di Kuššara, distrusse Ḫattuša trasferì la capitale a Nesa                                                              |
| (Tudhaliya)  | 1740 - 1710 a.C.                  | Non è certo che abbia regnato. Era forse padre di PU-Sarruma                                                              |
| (PU-Sarruma) | 1710 - 1680 a.C.                  | Hišmi-Šarruma era il nonno di Hattušili I, suocero di Labarna I e padre Papahdilmah e di Tawannanna (moglie di Labarna I) |

## Antico Regno
| Sovrano                      | Regno                | Eventi principali |
| ---------------------------- | -------------------- | --- |
| Labarna I                    | 1680 – 1650 a.C. ca. | fondatore tradizionale, potrebbe essere leggendario |
| Ḫattušili I alias Labarna II | 1650 – 1620 a.C. ca. | forse il primo sovrano che occupò di nuovo Ḫattuša la ricostruì ed ivi spostò la capitale |
| Muršili I                    | 1620 – 1590 a.C. ca. | Saccheggiò Babilonia (durante il regno di Samsu-Ditana di Babilonia) ponendo fine alla I dinastia amorrita dei re babilonesi |
| Hantili I                    | 1590 – 1560 a.C. ca. | Cospirò con l'aiuto del genero Zidanta I, assassinò Mursili I ed usurpò il potere |
| Zidanta I                    | 1560 – 1550 a.C. ca. | Durante i trent'anni del regno di Hantili I fu sempre al fianco del re tanto da ritenersi l'erede legittimo. Quando il re tentò di associare al trono il figlio Piseni, Zidanta assassinò re, erede ed anche i figli di questi, ed usurpò il trono |
| Ammuna                       | 1550 – 1530 a.C. ca. | Era figlio di Zidanta I che assassinò per usurpare il trono. Durante il suo regno l'impero ittita si ridusse ad una fascia di territori centrali dell'Anatolia.                                                                                    |
| Huzziya I                    | 1530 – 1525 a.C. ca. | Era uno dei numerosi figli del re Ammuna. Quando il padre era ormai vecchio e vicino alla morte, con l'aiuto del comandante delle guardie del palazzo Zuru, fece assassinare Tittiya e Hantili, i suoi fratelli maggiori.                          |
| Telepinu                     | 1525 – 1500 a.C. ca. | autore dell'Editto di Telepinu |

## Regno di Mezzo
| Sovrano              | Periodo di regno     | Eventi principali |
| -------------------- | -------------------- | --- |
| Alluwamna            | ca. 1500 - 1490 a.C. | Era primo cugino di Telepinu quindi figlio di uno dei fratelli di Ammuna, non si sa se regnò per un breve tempo ne quando, ma è citato in alcune liste reali |
| Tahurwaili           | ca. 1490 - 1485 a.C. | Era stato esiliato a Malitaškur da Telepinu per un tentativo di usurpazione                                                                                  |
| Hantili II           | ca. 1485 - 1480 a.C. | [ 7 ] |
| Zidanta II           | ca. 1480 - 1470 a.C. | [ 7 ] |
| Huzziya II           | ca. 1470 - 1460 a.C. | [ 7 ] |
| Muwatalli I          | ca. 1460 - 1450 a.C. | [ 7 ] |
| Tudhaliya I/II       | ca. 1430–1380 a.C.   | Fase di espansione; campagna vittoriosa in Arzawa. |
| Arnuwanda I          | ca. 1380–1370 a.C.   | |
| Hattušili II (?)     | incerto              | si discute se Hattusili II sia esistito o meno e dove debba collocarsi                                                                                       |
| Tudhaliya III        | ca. 1370?–1350 a.C.  | Regno devastato da incursioni Kaska e avanzata Arzawa. Territori ridotti al minimo storico.                                                                  |
| Tudhaliya il Giovane |                      | figlio di Tudhaliya III, assassinato dopo la morte del padre, non si sa sia stato o no sovrano                                                               |

## Nuovo Regno (Impero)
| Sovrano                       | Periodo di regno   | Eventi principali |
| ----------------------------- | ------------------ | --- |
| Šuppiluliuma I                | ca. 1350–1322 a.C. | Il regno diviene Impero: riconquista Arzawa e territori a Nord. Inarrestabile avanzata in Siria contro principati egizi. Conquista regno di Mitanni. Il più grande sovrano ittita.  |
| Arnuwanda II                  | ca. 1322–1321 a.C. | Muore di peste appena asceso al trono. |
| Muršili II                    | ca. 1321–1295 a.C. | Doma con autorevolezza e coraggio rivolte Arzawa e rende stabile l'Impero ereditato dal padre. Ittiti prima potenza "mondiale".                                                     |
| Muwatalli II                  | ca. 1295–1272 a.C. | Sposta capitale a Tarhuntassa; scontri con Ahhiyawa; battaglia di Kadesh, del 1274, contro il Faraone egizio Ramesse II tra le due super potenze dall'epoca.                        |
| Muršili III alias Urhi-Teshub | ca. 1272–1265 a.C. | Detronizzato dallo zio dopo rapida guerra civile. |
| Hattušili III                 | ca. 1265–1237 a.C. | Usurpa il trono al nipote; prima valente generale poi astuto diplomatico stipulò il trattato di pace con Ramesse II, primo accordo "moderno" della storia.                          |
| Tudhaliya IV                  | ca. 1237–1209 a.C. | Scaccia Ahhiyawa dalla Anatolia; vittoriosa campagna in Arzawa. Cugino di Kurunta reggente di Tarhuntassa, con probabile diaspora di quest'ultimo; battaglia di Nihriya con Assiri. |
| Arnuwanda III                 | ca. 1209–1207 a.C. | |
| Šuppiluliuma II               | ca. 1207–1178 a.C. | Riconquista ed annette Tarhuntassa riunificando l'Impero; caduta di Ḫattuša attorno al 1178. Ultimo sovrano ittita.                                                                 |